# Canton de Castres-Nord
Le canton de Castres-Nord est un ancien canton français situé dans le département du Tarn et la région Midi-Pyrénées.

## Géographie
Ce canton était organisé autour de Castres dans l'arrondissement de Castres. Son altitude variait de 151 m (Castres) à 367 m (Castres) pour une altitude moyenne de 174 m.

## Administration
| Période | Période          | Identité         | Étiquette    | Qualité |
| ------- | ---------------- | ---------------- | ------------ | --- |
| 1973    | 1989 (démission) | Jacques Limouzy  | UDR puis RPR | Administrateur civil Maire de Castres (1971-1977 et 1989-1995) Conseiller général de l'ancien Canton de Castres (1970-1973) Député (1967-1969, 1973, 1978, 1986-2002) Secrétaire d’État (1969-1972, 1973-1974, 1978-1981) Président de l'Agglomération de Castres (2001-2008) |
| 1989    | 2015             | Michel Monsarrat | DVD puis UMP | Chirurgien retraité Maire-adjoint de Castres Elu en 2015 dans le Canton de Castres-1 |

## Composition
| Communes   | Population (2012) | Code postal | Code Insee |
| ---------- | ----------------- | ----------- | ---------- |
| Castres    | 43 496 (1)        | 81100       | 81065      |
| Laboulbène | 134               | 81100       | 81118      |

(1) fraction de commune.

## Démographie
| 1962 | 1968 | 1975 | 1982 | 1990 | 1999 | 2009 |
| ---- | ---- | ---- | ---- | ---- | ---- | ---- |
| -    | -    | -    | -    | -    | -    | -    |